# Relations entre le Canada et l'Ukraine
Cette page traite des relations diplomatiques entre l'Ukraine et le Canada.

## Relations
Les relations diplomatiques du Canada et de l'Ukraine sont établies le 27 janvier 1992. Le Canada ouvre sa première ambassade à Kiev en avril 1992, tandis que l'ambassade de l'Ukraine à Ottawa ouvre ses portes en octobre de la même année, financée en grande partie par les dons de la communauté ukraino-canadienne. L'Ukraine ouvre également un consulat général à Toronto en 1993 et annonce en ouvrir un autre à Edmonton en 2008. Le Canada possède un consulat à Lviv.
Le principal accord bilatéral signé entre les deux gouvernements est la déclaration jointe du « Special Partenariat » signée en 1994 et renouvelée en 2001.

## Sources
- (en) Cet article est partiellement ou en totalité issu de l’article de Wikipédia en anglais intitulé « Canada–Ukraine relations » (voir la liste des auteurs).